# Мустафа Шобаїр
Мустафа Шобаїр (араб. مصطفى شوبير, нар. 17 березня 2000, Гіза) — єгипетський футболіст, воротар клубу «Аль-Аглі» та національної збірної Єгипту. Триразовий чемпіон Єгипту. Триразовий володар Кубка Єгипту, чотириразовий володар Суперкубка Єгипту, триразовий переможець Ліги чемпіонів КАФ та дворазовий володар Суперкубка КАФ.

## Клубна кар'єра
Мустафа Шобаїр народився 2000 року в місті Гіза, та є вихованцем юнацької команди футбольного клубу «Аль-Аглі». У професійному футболі дебютував 2020 року виступами за команду «Аль-Аглі», у складі якої став триразовим чемпіоном Єгипту, триразовим володарем Кубка Єгипту, чотириразовим володарем Суперкубка Єгипту, триразовим переможцем Ліги чемпіонів КАФ та дворазовим володарем Суперкубка КАФ.

## Виступи за збірні
Протягом 2018—2019 років Мустафа Шобаїр залучався до складу молодіжної збірної Єгипту. На молодіжному рівні зіграв у 3 офіційних матчах, пропустив 1 гол. У 2024 році Шобаїр дебютував у складі національної збірної Єгипту.

## Особисте життя
Мустафа Шобаїр є сином колишнього воротаря «Аль-Аглі» та національної збірної Єгипту Ахмеда Шобаїра.

## Титули і досягнення
- Чемпіон Єгипту (3):

«Аль-Аглі»: 2019—2020, 2022—2023, 2023—2024
- Володар Кубка Єгипту (3):

«Аль-Аглі»: 2019—2020, 2021—2022, 2022—2023
- Володар Суперкубка Єгипту (4):

«Аль-Аглі»: 2021, 2022, 2023, 2024
- Переможець Ліги чемпіонів КАФ (3):

«Аль-Аглі»: 2020–2021, 2022–2023, 2023–2024
- Володар Суперкубка КАФ (2):

«Аль-Аглі»: 2020, 2021